# كلاسيكو العراق
كلاسيكو العراق هو اسم يطلق على المنافسة الكروية في العاصمة العراقية بغداد بين نادي الزوراء العراقي ونادي القوة الجوية العراقي ، وتحظى مباراتهما باهتمام إعلامي وجماهيري كبير، ويعد أحد أكثر ديربيات العرب جماهيرياً.

## تأسيس وتأريخ الفريقين

### نادي الزوراء
تأسس نادي الزوراء عام 1969 في بغداد. ويعتبر نادي الزوراء الأكثر حظا في الحصول على البطولات المحلية في العراق حيث حصل على دوري نجوم العراق 14 مرة ودوري كأس العراق 16 مرة كأس السوبر العراقي 5 مرات وبطولة أم المعارك أو بطولة بغداد 3 مرات وبذلك يكون قد حصل على 38 بطولة محلية يلعب مبارياته على ملعب الزوراء.

### نادي القوة الجوية
يُعد نادي القوة الجوية العراقي من أقدم أندية كرة القدم في العراق حيث تأسس في 4 يوليو، 1931 ، حصل على بطولة كأس الاتحاد الآسيوي (المعروفة الآن باسم دوري أبطال آسيا 2) ثلاث مرات أولها موسم 2016 وذلك بتغلبه على نادي بنغالور الهندي أما على الصعيد المحلي فقد حقق بطولة دوري نجوم العراق 7 مرات، وكأس العراق 6 مرات، وبطولة أم المعارك 3 مرات، كأس السوبر العراقي مرتان فقط. يلعب مبارياته على ملعب القوة الجوية .

## نتائج المواجهات

### أول فوز
- أول فوز لصالح فريق القوة الجوية موسم 75-76  في دوري العراقي الممتاز وانتهت النتيجة 1-0 لصالح القوة الجوية
- أول فوز لصالح فريق الزوراء موسم 76-77 في دوري العراقي الممتاز وانتهت النتيجة 1-0 لصالح فريق الزوراء .[1]

### أكبر النتائج المسجلة
أكبر النتائج المسجلة كانت لصالح فريق الزوراء وكانت بنتيجة 7-2

### صاحب أول هدف
- سجّل أول أهداف القوة الجوية كاظم في موسم 75-76.
- سجّل أول أهداف الزوراء ثامر يوسف موسم 76-77 .

### أسرع أهداف الكلاسيكو
أسرع أهداف الكلاسيكو سجّله لاعب الجوية علي عبد الجبار في أول ثلاثين ثانية من الشوط الأول.

## إحصائيات
| المنافسة            | المواجهات | الفوز        | الفوز   | التعادل | الأهداف      | الأهداف |
| المنافسة            | المواجهات | القوة الجوية | الزوراء | التعادل | القوة الجوية | الزوراء |
| ------------------- | --------- | ------------ | ------- | ------- | ------------ | ------- |
| دوري نجوم العراق    | 88        | 27           | 32      | 29      | 102          | 113     |
| كأس العراق          | 17        | 5            | 6       | 6       | 17           | 20      |
| بطولة أم المعارك    | 8         | 3            | 5       | 0       | 7            | 11      |
| كأس السوبر العراقي  | 5         | 2            | 2       | 1       | 5            | 4       |
| كأس الاتحاد الآسيوي | 2         | 1            | 0       | 1       | 2            | 1       |
| جميع المباريات      | 120       | 38           | 45      | 37      | 133          | 149     |

## الهدافون
- هداف فريق الزوراء هو اللاعب حسام فوزي
- هداف فريق القوة الجوية اللاعب ناطق هاشم [6]

### اللاعب الأكثر تسجيل
حسام فوزي 8 أهداف
ناطق هاشم 8 أهداف

### الهاتريك
سجّل هاترك وحيد في مقابلات الفريقين حيث سجل مؤيد جودي الهاتريك لفريق الزوراء موسم 96-97.